# طلب مستحث

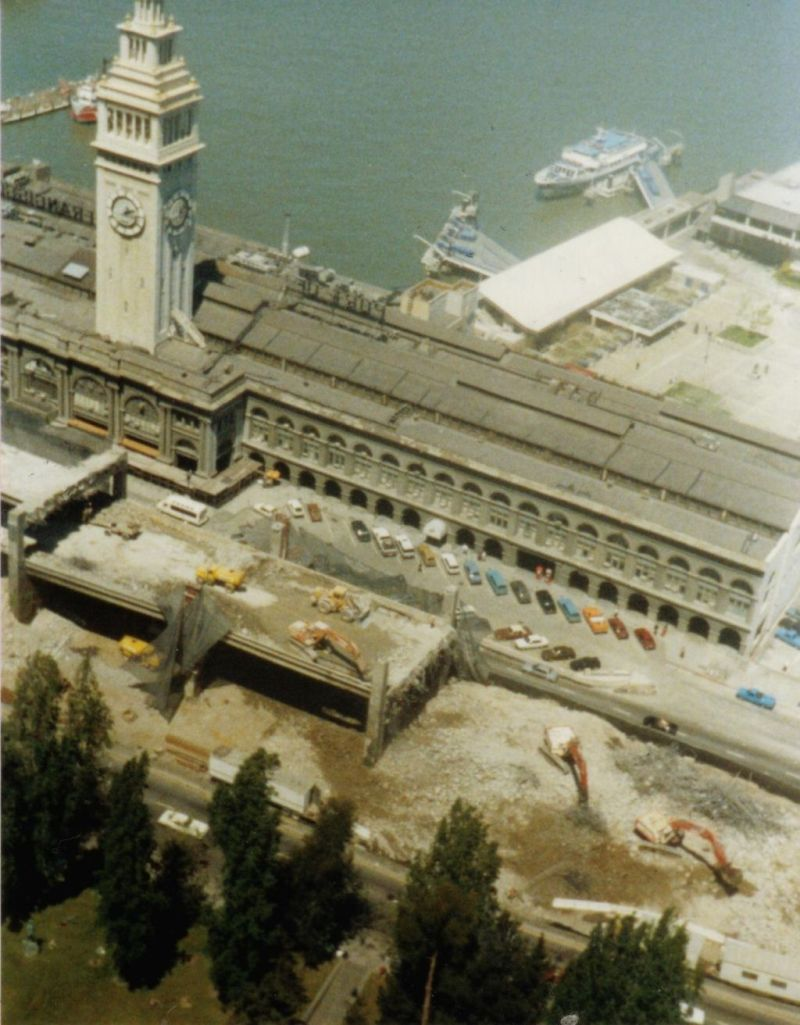

الطلب المستحث -يتعلق بالطلب الكامن أو الطلب المتولد- هو ظاهرة تحدث بعد زيادة العرض، إذ يستهلك المزيد من السلع. وهذا متوافق بالكامل مع نظرية العرض والطلب الاقتصادية، وقد أصبحت هذه الفكرة هامة في الجدل الدائر حول توسع أنظمة النقل، وتُستخدم غالبًا كمحاججة ضد زيادة سعة الطرق المرورية لحل مشكلة الازدحام. وتعد ظاهرة الطلب المستحث عاملًا مساهمًا في التمدد الحضري. أطلق مخطِّط المدن جيف سبيك على الطلب المستحث لقب «الثقب الأسود الفكري العظيم في تخطيط المدن، والحقيقة المهنية التي يبدو أن كل مفكر يعترف بها، لكن لا أحد مستعد للعمل وفقها تقريبًا».
يمكن ملاحظة التأثير العكسي أو الطلب المخفض أيضًا. 

## التأثير في أنظمة النقل

### تعريفات
يستخدم عادة الطلب المستحث كمصطلح جامع لمجموعة متنوعة من التأثيرات المتداخلة التي تسبب امتلاء الطرق بكامل سعتها. قد يكون هناك قدر كبير من الطلب الكامن على سعات طرقات أكبر في المناطق التي تنمو بسرعة، إذ لم تكن الطرق مصممة لعدد السكان الحالي، الأمر الذي يسبب وفود سيل من السائقين الجدد فيملؤون مباشرة المساحة الخالية من الطريق فور افتتاح المسارب الجديدة مسبّبين الاختناقات فيها من جديد.
ولكن يُفترض أن هؤلاء الأفراد كانوا يعيشون في الجوار، فكيف كانوا يتجولون في المكان قبل توسيع الطرق؟ ربما قد استخدموا وسائل نقل بديلة، أو كانوا يتحركون في فترة ساعات خلو الطريق، أو أنهم لم يقوموا بهذه التنقلات على الإطلاق. ولهذا يصعب فصل الطلب الكامن عن الطلب المتولد، وهو حركة المرور الناتجة مباشرة عن السعة الجديدة. (يحاول بعض الباحثين عزل الحاجة المتولدة على أنها التأثير الوحيد للطلب المستحث).
إن التفريق التقني بين المصطلحين اللذين يتداخل استعمالهما، هو أن الطلب الكامن هو الحركة التي لا يمكن تحقيقها بسبب قيود؛ أي أنها «مكبوتة»، أما الطلب المستحث؛ فهو الطلب الذي تم تحقيقه أو «توليده» عن طريق تحسينات أُجريت على البنية التحتية للمواصلات، وبهذا، فالطلب المستحث يولد الحركة المرورية التي كانت مكبوتة بشكل طلب كامن.

### التاريخ
عرف العاملون في مجال الحركة المرورية على الطرق الطلب الكامن لعقود، وكان يشار إليه في البداية بأنه «توليد حركة المرور». إن الطلب الكامن في أبسط تعريف له هو الطلب الموجود، لكن بسبب عدد من الأسباب، ومعظمها له علاقة بعلم النفس، يُكبت بسبب عدم قدرة النظام على التعامل معه. وبمجرد إضافة سعة جديدة إلى الشبكة، يتحول الطلب الذي كان كامنًا إلى حقيقة مادية على شكل استخدام فعلي.

عُرف هذا التأثير منذ أوائل الثلاثينيات، عندما أخبر أحد تنفيذيي شركة السكك الكهربائية سانت لويس ميسوري هيئةَ مسح المواصلات أن توسيع الطرق ببساطة ينتج المزيد من الحركة المرورية وازدحامًا أكبر. وقد شوهد هذا الأمر بوضوح في برنامج روبرت موسيس لبناء الطرق السريعة، وهو «الباني الكبير» لمنطقة مدينة نيويورك. كما وصف روبرت كارو كاتب سيرة موسيس في كتاب «سمسار السلطة»: 
خلال آخر سنتين أو ثلاث سنوات قبل (دخول الولايات المتحدة الحرب العالمية الثانية)، بدأ القليل من المخططين بفهم أنه دون نظام (نقل) متوازن لن تستطيع الطرق تخفيض الازدحام بل ستزيده. وبرؤية موسس يفتتح جسر تريبورو لتخيف الازدحام في جسر كويزبورو، ويفتتح جسر برونيكس وايت ستون لتخيف الازدحام على جسر تريبورو، ثم رؤية الازدحام يزداد على الجسور الثلاثة حتى ازدحمت ثلاثتها كما كان أحدها قبلًا، لم يكن سهلًا للمخططين أن يتجنبوا الاستنتاج أن «تولد الحركة المرورية» لم يعد نظرية بل حقيقة مثبتة وهي: كلما زاد بناء الطرق السريعة لتخيف الازدحام، زاد عدد المركبات التي تتدفق إليها وتعيد ازدحامها، وهذا يجبر على بناء المزيد من الطرق السريعة، التي ستولد بدورها المزيد من حركة المرور وتصبح مزدحمة بدورها بتوسع حلزوني مستمر يضم أصعب التعقيدات في مستقبل نيويورك وفي كل المناطق الحضرية.
شُوهد ذات التأثير قبلًا في الشوارع المشجرة التي بناها موسس في لونغ آيلاند في الثلاثينيات والأربعينيات، إذ كان في كل مرة يبنى فيها طريقًا مشجرًا جديدًا، يزدحم بحركة المرور بسرعة، ولم يقلّ الحمل على الطرق القديمة بشكل كبير.
بشكل مشابه، فشل نفق بروكلين باتيري بتخفيف الازدحام في نفق كوينز ميدتاون وعلى جسور إيست ريفر الثلاثة، كما توقع لها موسيس. وبحلول عام 1942، لم يعد بإمكان موسيس إنكار حقيقة أن هذه الطرق لا تخفف الازدحام بالطريقة التي توقعها لها، لكن حل تلك المسألة لم يكن الاستثمار في النقل الجماعي، بل كان في بناء المزيد من الطرق في برنامج واسع سينشئ 200 ميل من الطرق، ومنها جسور إضافية، كجسر ثروغس نيك وجسر فيرازانو ناروز. وصف ج. ج. ليمينغ، وهو مهندس حركة الطرق ومراقب بلدة بريطاني بين عامي 1924 و1964، الظاهرةَ في كتاب عام 1969 «حوادث الطرق: منع أم معاقبة؟»:
تولد الطرق السريعة والجانبية حركة مرور، أي تنتج حركة زائدة، بجزء عن طريق حث الناس على الحركة، الذين ما كانو ليقوموا بذلك لولا جعل الطريق الجديد أكثر ملاءمة من القديم، وبجزء عن طريق الناس الذين يخرجون عن الطريق المباشر للتمتع بالراحة الأكبر على الطريق الجديد، وبجزء عن طريق الناس الذين يستخدمون الطرق الجانبية لأنها أكثر ملاءمة للتسوق والزيارات حيث تختفي حركة المرور التي لا تنتهي.

وتابع ليمينغ لإعطاء مثال عن التأثير الملاحظ عقب فتح قسم الطريق الجانبي دونكاستر للطريق أ1 (م) عام 1961. وبحلول عام 1998، نقل دونالد تشين عن وزير النقل البريطاني قوله: «حقيقة المسألة هي أننا لا نستطيع التعامل مع مشكلة المرور لدينا ببناء المزيد من الطرق». استنتجت دراسة في جنوب كاليفورنيا أجرتها رابطة كاليفورنيا الجنوبية للحكومات عام 1989 أن الخطوات المأخوذة لتخفيف الازدحام المروري، كإضافة المسارات أو تحويل الطرق الحرة إلى طرق من مسارين، ليس لها إلا تأثير تجميلي على المشكلة. نشرت جامعة كاليفورنيا في بريكلي دراسة للمرور في 30 بلدة في كاليفورنيا بين عامي 1973 و1990 أظهرت أن مقابل كل زيادة بمقدار 10% في سعة الطرق، ازدادت الحركة المرورية بمقدار 9% خلال 4 سنوات. أثبت تحليل بَعديّ عام 2004، تناول عشرات من الدراسات المنشورة سابقًا، أنه:  
في المتوسط، كل زيادة بمقدار 10% في عدد أميال المسار تستحث زيادة مباشرة بمقدار 4% في الأميال التي تسيرها المركبات، والتي تزداد إلى 10% (أي كامل السعة الجديدة) خلال سنوات قليلة.
هناك مثل بين بعض مهندسي المرور يقول «إن محاولة علاج الازدحام المروري بإضافة المزيد من السعة أشبه بمحاولة علاج السمنة بإرخاء حزامك». 
وفقًا لمخطط المدن جيف سبيك، إن النص «الأهم» عن الطلب المستحث هو كتاب «الفيل في غرفة النوم: الاعتماد على المركبات والإنكار» عام 1993، كتبه ستانلي آي. هارت وألفن ل. سبيفاك.